# Cyclocephala rufovaria
Cyclocephala rufovaria är en skalbaggsart som beskrevs av Gilbert John Arrow 1911. Cyclocephala rufovaria ingår i släktet Cyclocephala och familjen Dynastidae. Inga underarter finns listade i Catalogue of Life.